# Breid Basin
Das Breid Basin (englisch) ist der östliche Teil des Langnes-Fjords an der Ingrid-Christensen-Küste des ostantarktischen Prinzessin-Elisabeth-Lands. Zum übrigen Fjord ist die Bucht über eine Meerenge verbunden.
Norwegische Kartografen, die ihn irrtümlich für einen See hielten und als Breidvatnet (norwegisch für Breiter See) benannten, kartierten ihn anhand von Luftaufnahmen der Lars-Christensen-Expedition 1936/37. Weitere Luftaufnahmen entstanden bei der US-amerikanischen Operation Highjump (1946–1947), einer sowjetischen Antarktisexpedition im Jahr 1956 sowie bei Kampagnen der Australian National Antarctic Research Expeditions in den Jahren 1957 und 1958. Das Antarctic Names Committee of Australia passte die norwegische Benennung den tatsächlichen Gegebenheiten an.